# T-3号鱼雷艇
T-3号（德語：T 3）是纳粹德国战争海军于1930年代建造的十二艘1935级鱼雷艇的三号艇。它于1940年第二次世界大战期间竣工，同年8月被派遣在德国和挪威之间执行护航任务，9月开始在北海为布雷舰提供支援。该艇当月在德占法国遭英国轰炸机击沉，次年才被打捞上岸。完成维修后，T-3号于1943年被分配予鱼雷学校，1944年又重返前线，主要负责护送德国舰艇炮击苏联阵地。它曾于1944年初击沉一艘苏联潜艇，至1945年3月触雷沉没，造成重大人员伤亡。

## 设计及装备
1935级是纳粹德国战争海军为满足《伦敦海军条约》600長噸（610公噸）排水量要求而对高速、远洋鱼雷艇作出的一次不成功的设计尝试，因为此类小型舰艇不计入国家总吨位限制。T-3号全长84.3米，水线长82.2米；1941年重建艇艏以提高耐波性后，全长则增至87.1米。它有8.62米的舷宽以及平均2.83米的吃水深度，标准排水量实际为859長噸（873公噸）、满载排水量则可达1,108長噸（1,126公噸），超出了设计限制。该艇搭载有两组瓦格纳齿轮传动蒸汽轮机，各负责驱动一副三叶螺旋桨，设计功率为31,000匹軸馬力（23,000千瓦特）。过热蒸汽由四台高压水管锅炉供应，可推动艇只以35節（65每小時）的速度航行。T-3号最多可贮存200吨燃料油，能够以19節（35每小時）的速度的巡航1,200海里（2,200）。艇只的标准船员编制为6名军官和113名水兵。
竣工时，1935级鱼雷艇在艇艉装备有一门105毫米32式速射炮作为主炮。防空系统则包括以背负形式架设在105毫米炮上方的一门37毫米30式高射炮，以及安装在舰桥翼台的两门20毫米30式高射炮。它们还在两座水面三联装挂架上安装有六具500毫米鱼雷发射管，并可携带多达30枚水雷（天气良好时可携带60枚）。许多同级艇在竣工前便已将37毫米炮换装为额外的20毫米炮、深水炸弹和扫雷切割器；据了解T-3号在1945年沉没之前仅加装了切割器和深水炸弹。

## 服役历史
T-3号的建造合同于1935年11月16日发包予希肖公司，自1936年11月14日起在其设于埃尔宾的造船厂铺设龙骨，建造序列为1382。它于1938年6月23日下水，1940年2月3日入役。4月，T-3号及其姊妹艇T-7号在升汽时发生400根锅炉管故障，促使当局成立特别委员会，对1935级鱼雷艇的高压动力装置进行调查。调查显示，驱动涡轮机和辅助机械所需的蒸汽量远超预期，且锅炉给水循环不足。两艘艇都将作为试验台，对相关问题进行必要的改进。调试工作一直持续到8月初，T-3号随后加入第2鱼雷艇区舰队，护送补给油轮迪特马申号从德国前往挪威。它继而换编至第5鱼雷艇区舰队，与姊妹艇T-2号、鱼雷艇美洲豹号、隼号、狮鹫号、神鹫号和鸡貂号一起，于8月14日至15日为在北海西南执行布雷任务的布雷舰提供护航。次月，该艇又与T-1、T-2和神鹫号共同转往驻德占法国的第1鱼雷艇区舰队，并于9月6日至7日在英吉利海峡亲自执行布雷任务。9月18日晚，在英国飞机袭击法国港口勒阿弗尔期间，泊岸的T-3号被炸弹击中后倾覆，9名船员丧生。它于1941年获重新打捞上岸，并被拖回德国接受维修。
1943年12月12日，该艇在但泽重新投运，但由于仍然缺乏后期同级艇那样的雷达和加强型防空装置，遂被分配到鱼雷学校充当训练艇。一年后，它被转移到驻波罗的海的第2鱼雷艇区舰队。在T-3、T-5、T-9、T-12、T-13和T-16号的掩护下，装甲舰舍尔将军号与重巡洋舰欧根亲王号于11月20日至24日在德军从爱沙尼亚萨雷马岛的瑟爾韋半島撤离期间炮击了苏联阵地。1945年1月6日，当苏联潜艇S-4号在T-3号正前方100米处浮出水面时，它对这艘潜艇实施撞击。T-3号的炮手随即向S-4号的指挥塔开火，同时鱼雷艇利用发动机反推，从潜艇的艇体上挣脱出来。S-4号率先从艇艏沉没，艉部突出水面，T-3号遂再投掷20枚深水炸弹将其彻底摧毁。鱼雷艇在袭击中艇艏受损，被迫返回戈滕哈芬进行维修。3月14日，T-3和T-5号在东普鲁士的黑拉附近护送一支船队时，撞上了由苏联潜艇L-21号布设的水雷并沉没。包括搭乘T-3号的难民在内，共有约300人在沉没中丧生。